# The End of History and the Last Man
The End of History and the Last Man (em português, O fim da história e o último homem) é um livro publicado em 1992 por Francis Fukuyama, expandindo seu artigo The End of History?, publicado no jornal de política internacional The National Interest no verão de 1989, no contexto das Revoluções de 1989. 
No livro, Fukuyama argumenta que o advento da Democracia liberal ocidental seria o ponto final da evolução sociocultural humana e a forma final de governo humano. O título é uma referência a uma teoria de Hegel, o Fim da história, que influenciou Fukuyama sobretudo através de Alexandre Kojève.